# Кулешовка (Рамонский район)
Кулешовка — деревня в Рамонском районе Воронежской области.
Входит в состав Горожанского сельского поселения.

## География

### Улицы
| - ул. Дачная - ул. Луговая - ул. Медовая - ул. Полянка - ул. Придонская | - ул. Приозёрная - ул. Радужная - ул. Северная - ул. Тихая - ул. Шишкина |

## Население
| 2010 |
| ---- |
| 22   |